# 口头站

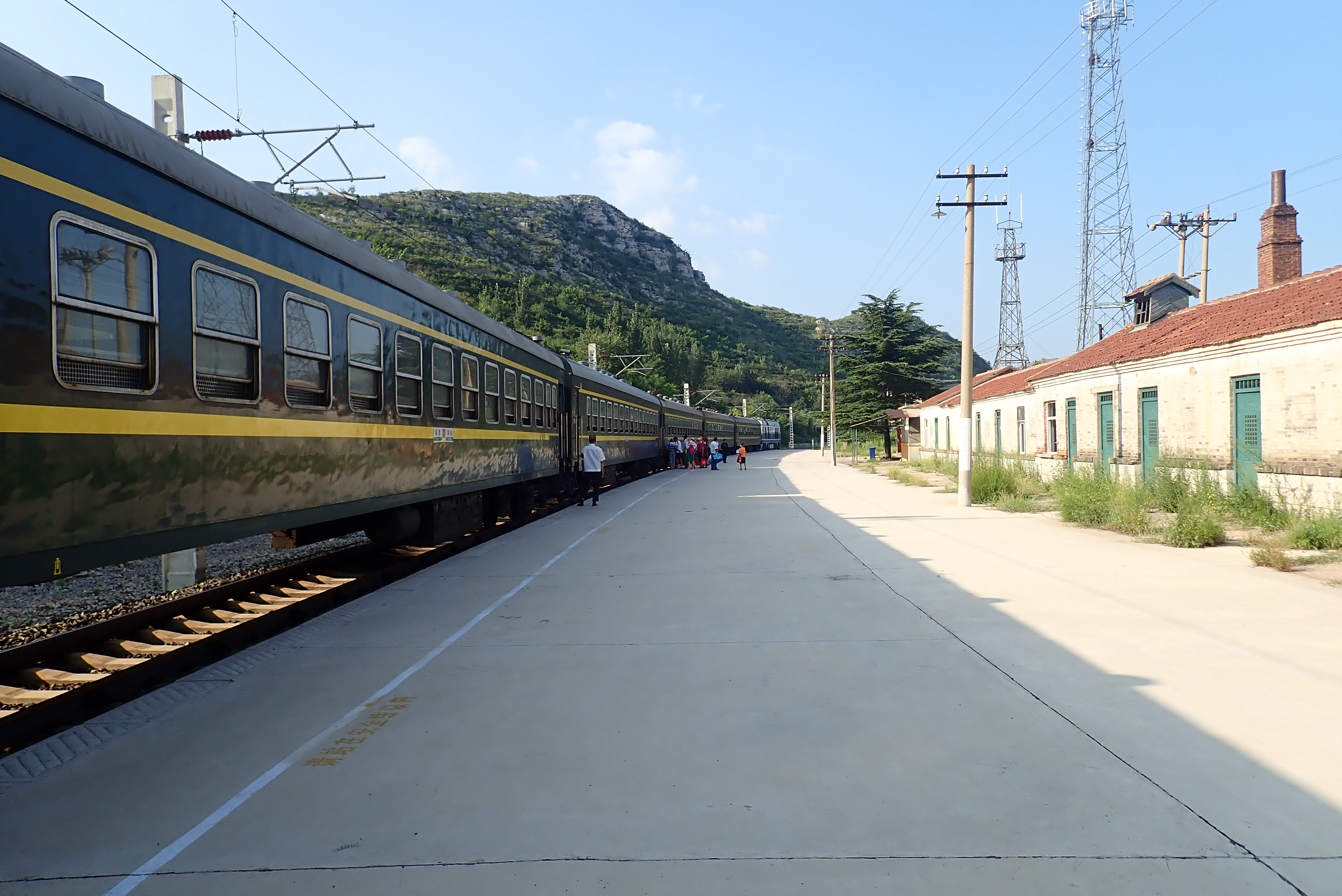
2018年，7054次列车上拍摄的口头乘降所站台

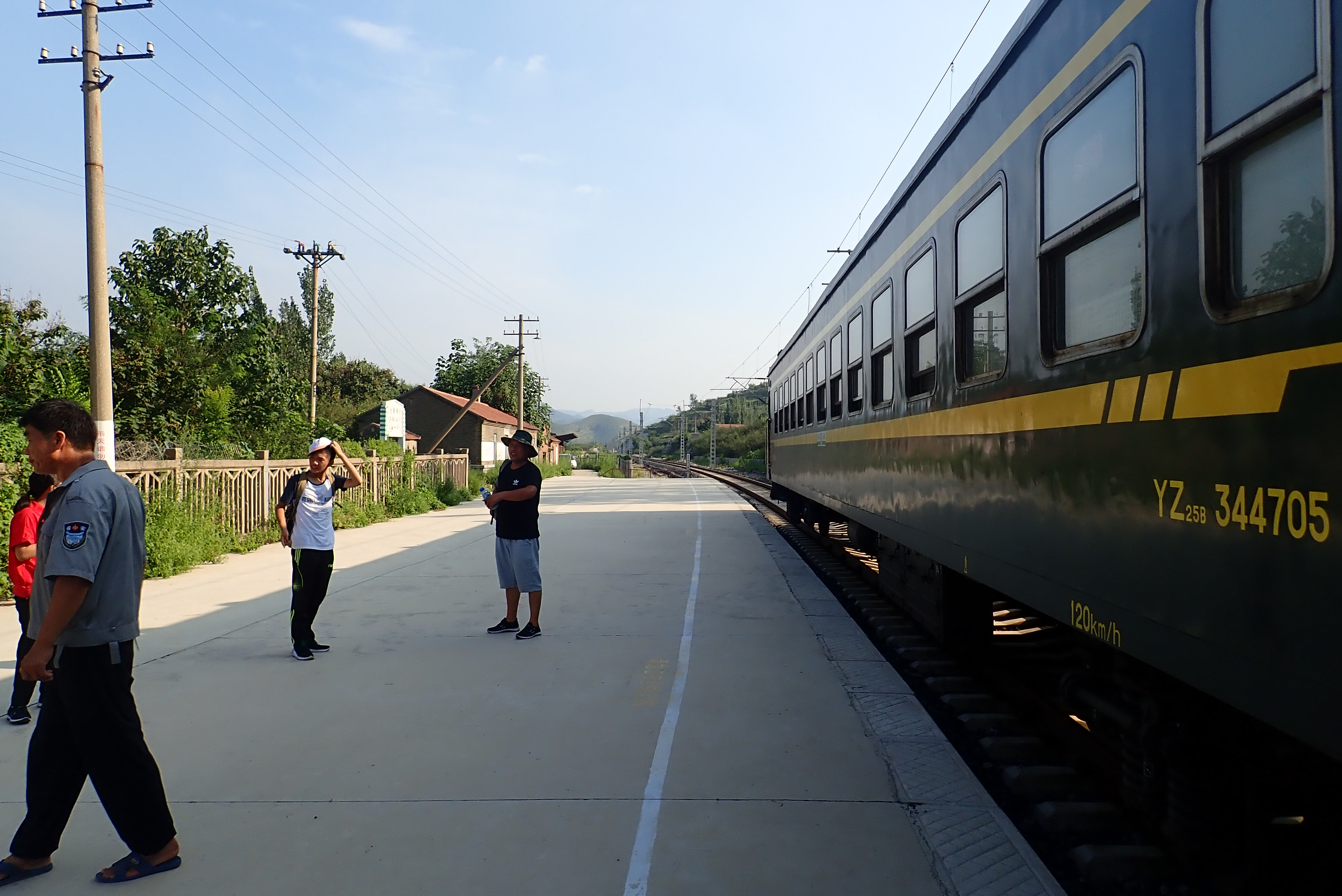
2018年，7054次列车上拍摄的口头乘降所站台

口头站，即口头乘降所，站址位于山东省淄博市淄川区太河镇西石门村境内，为辛泰铁路上的一个车站。始建于1975年，原为隶属于济南铁路局的四等站。
此站曾在2015年的辛泰铁路电气化改造工程中被拆除。为了满足乡村旅游和扶贫的需要，又于2017年3月24日重建竣工。同年4月16日改为旅客乘降所并正式恢复运营。
此站仅办理旅客乘降业务，货运已取消，仅有7053/7054次列车停靠。

## 邻近车站
| 上一站 | 辛泰铁路 | 下一站 |
| ------ | -------- | ------ |
| 北牟站 | 口头站   | 源迁站 |